# Nomada rubinii
Nomada rubinii là một loài Hymenoptera trong họ Apidae. Loài này được Rayment mô tả khoa học năm 1930.